# Patrick McGrath
Patrick McGrath (Londra, 7 febbraio 1950) è uno scrittore inglese. Attualmente vive fra Londra e New York, con la moglie Maria Aitken.

## Biografia
McGrath è nato a Londra e cresciuto vicino all'ospedale di Broadmoor dall'età di cinque anni dove suo padre era sovrintendente medico. Fu educato in un collegio gesuita a Windsor dall'età di tredici anni, prima di trasferirsi in un'altra scuola pubblica gesuita, il Stonyhurst College nel Lancashire, alla chiusura della sua prima scuola. Nel 1967, all'età di sedici anni, scappò dall'istituto a Londra. Si è laureato al Birmingham College of Commerce con una laurea con lode in letteratura inglese e americana nel 1971, assegnato all'esterno dall'Università di Londra, prima che suo padre gli trovasse un lavoro più tardi quell'anno a Penetang, nell'Ontario, lavorando nella parte superiore di Oakridge, nell'unità di sicurezza del Centro di salute mentale di Penetang. Ha vissuto in varie parti del Nord America e ha trascorso diversi anni in un'isola remota nel Nord Pacifico, prima di stabilirsi definitivamente a New York nel 1981. McGrath ha anche lavorato come insegnante di scrittura creativa per studenti universitari e laureati presso l'Università del Texas ad Austin nel semestre autunnale del 2006. Ha anche insegnato corsi di artigianato per diversi anni nel programma MFA presso l'Hunter College di New York, e dal 2007 ha insegnato un programma MFA presso la New School di New York. Il suo archivio è stato acquisito dall'Università di Stirling, in Scozia.

## Opere

### Romanzi
- Grottesco (The Grotesque, 1989), Milano, Adelphi, 2000, ISBN 88-45-91765-7.
- Spider (Spider, 1990), traduzione di Alberto Cristofori, Milano, Bompiani, 2002, ISBN 88-45-21232-7.
- Il morbo di Haggard (Dr Haggard's Disease, 1993), traduzione di Annamaria Raffo, Milano, Adelphi, 1999, ISBN 88-45-91446-1.
- Follia (Asylum, 1996), traduzione di Matteo Codignola, Milano, Adelphi, 1998, ISBN 88-459-1360-0.
- Martha Peake (Martha Peake: A Novel of the Revolution, 2000), traduzione di Annamaria Raffo, Milano, Bompiani, 2001, ISBN 88-45-25442-9.
- Port Mungo (Port Mungo, 2004), traduzione di Alberto Cristofori, Milano, Bompiani, 2004, ISBN 8845211452.
- Trauma  (Trauma, 2008), traduzione di Alberto Cristofori, Milano, Bompiani, 2007, ISBN 978-88-452-5960-9; Milano, La nave di Teseo, 2019, ISBN 9788893449052.
- L'estranea (Constance, 2013), traduzione di Alberto Cristofori, Milano, Bompiani, 2012, ISBN 978-88-452-6483-2.
- La guardarobiera (The Wardrobe Mistress, 2017), Milano, La nave di Teseo, 2017, ISBN 978-88-934-4276-3.
- La lampada del diavolo (Last Days in Cleaver Square, 2021), La nave di Teseo, 2021, ISBN 978-8834603536.

### Raccolte dei racconti
- Acqua e sangue e altri racconti (Blood and Water and Other Tales, 1989), traduzione di Alberto Cristofori, Milano, Bompiani, 2003  [col titolo Sangue e acqua, Leonardo, Milano, 1991], ISBN 88-45-23475-4.
- La città fantasma. Manhattan ieri e oggi (Ghost Town: Tales of Manhattan Then and Now, 2005), traduzione di Alberto Cristofori, Milano, Bompiani, 2005, ISBN 8845234258
- Racconti di follia (Writing Madness, 2017), traduzione di Alberto Cristofori e Andrea Silvestri, Introduzione di Joyce Carol Oates, Collana Oceani, Milano, La nave di Teseo, 2020, ISBN 978-88-346-0193-8.

## Adattamenti dai suoi romanzi: film
- 1995 - Grotesque (The Grotesque), di John-Paul Davidson
- 2002 - Spider (Spider), di David Cronenberg
- 2005 - Follia (Asylum), di David Mackenzie